# Ваттвиллер
Ваттвиллер (фр. Wattwiller) — коммуна на северо-востоке Франции в регионе Гранд-Эст (бывший Эльзас — Шампань — Арденны — Лотарингия), департамент Верхний Рейн, округ Тан — Гебвиллер, кантон Серне. До марта 2015 года коммуна в составе кантона Серне административно входила в округ Тан.
Площадь коммуны — 13,61 км², население — 1714 человек (2006) с тенденцией к росту: 1731 человек (2012), плотность населения — 127,2 чел/км².

## Население
Численность населения коммуны в 2011 году составляла 1738 человек, а в 2012 году — 1731 человек.
| 1962 | 1968 | 1975 | 1982 | 1990 | 1999 | 2005 | 2006 | 2008 | 2010 | 2011 | 2012 |
| ---- | ---- | ---- | ---- | ---- | ---- | ---- | ---- | ---- | ---- | ---- | ---- |
| 879  | 1020 | 1135 | 1186 | 1506 | 1593 | 1705 | 1714 | 1727 | 1741 | 1738 | 1731 |

Динамика населения:

## Экономика
В 2010 году из 1121 человек трудоспособного возраста (от 15 до 64 лет) 854 были экономически активными, 267 — неактивными (показатель активности 76,2 %, в 1999 году — 71,1 %). Из 854 активных трудоспособных жителей работали 794 человека (410 мужчин и 384 женщины), 60 числились безработными (23 мужчины и 37 женщин). Среди 267 трудоспособных неактивных граждан 104 были учениками либо студентами, 101 — пенсионерами, а ещё 62 — были неактивны в силу других причин.
На протяжении 2011 года в коммуне числилось 684 облагаемых налогом домохозяйства, в которых проживало 1716,5 человек. При этом медиана доходов составила 24321 евро на одного налогоплательщика.

## Достопримечательности (фотогалерея)

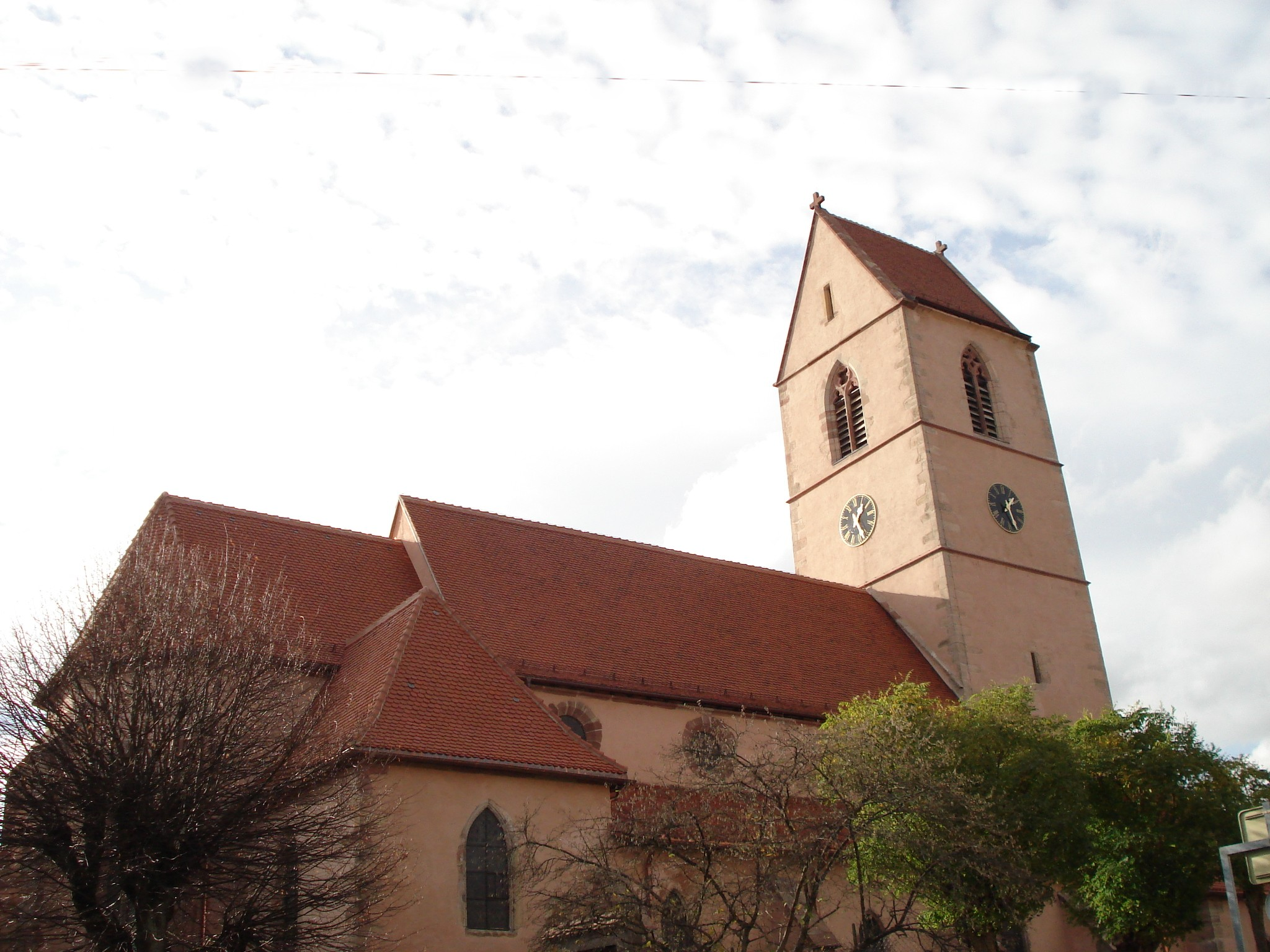
Церковь
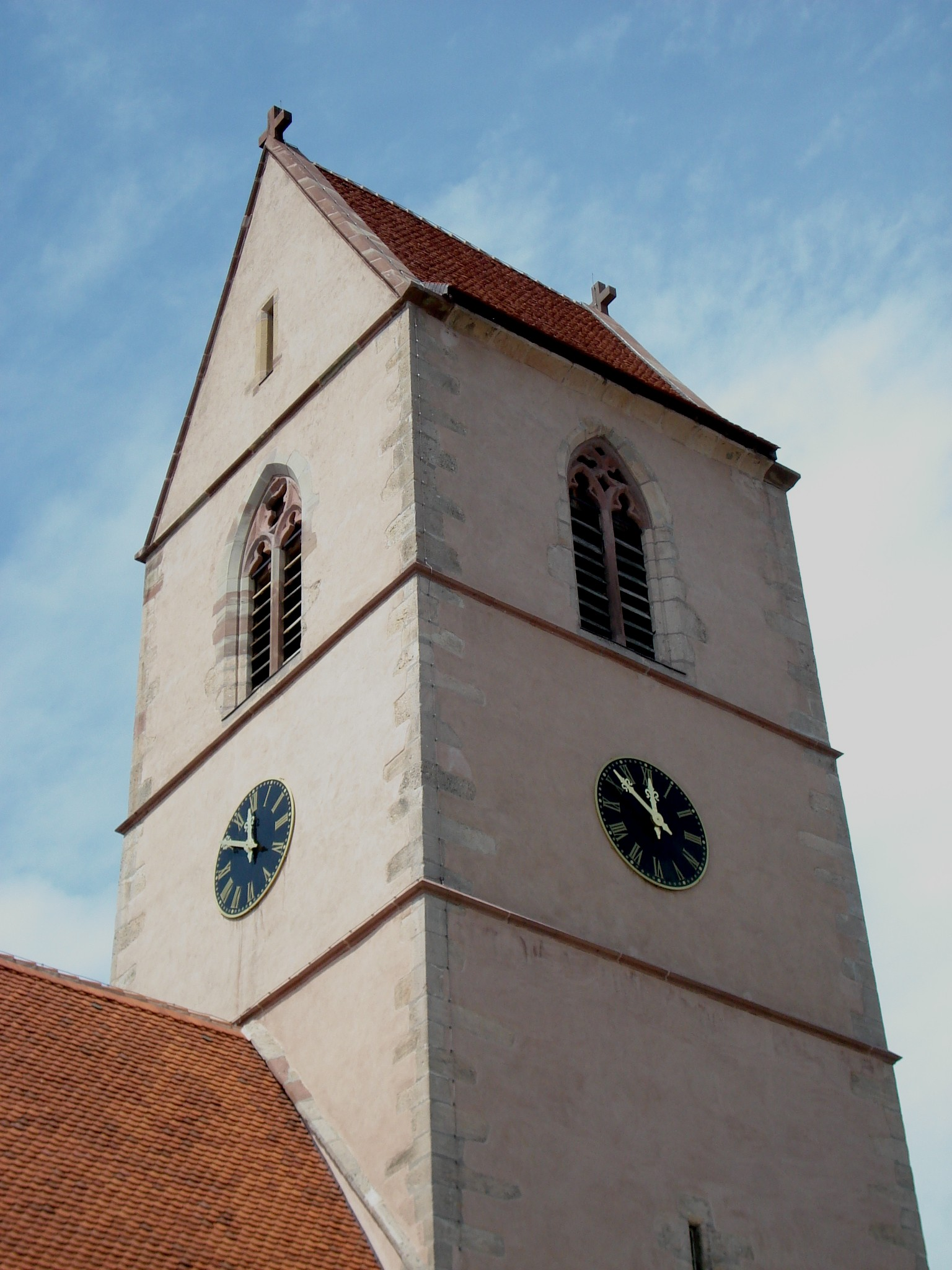
Колокольня
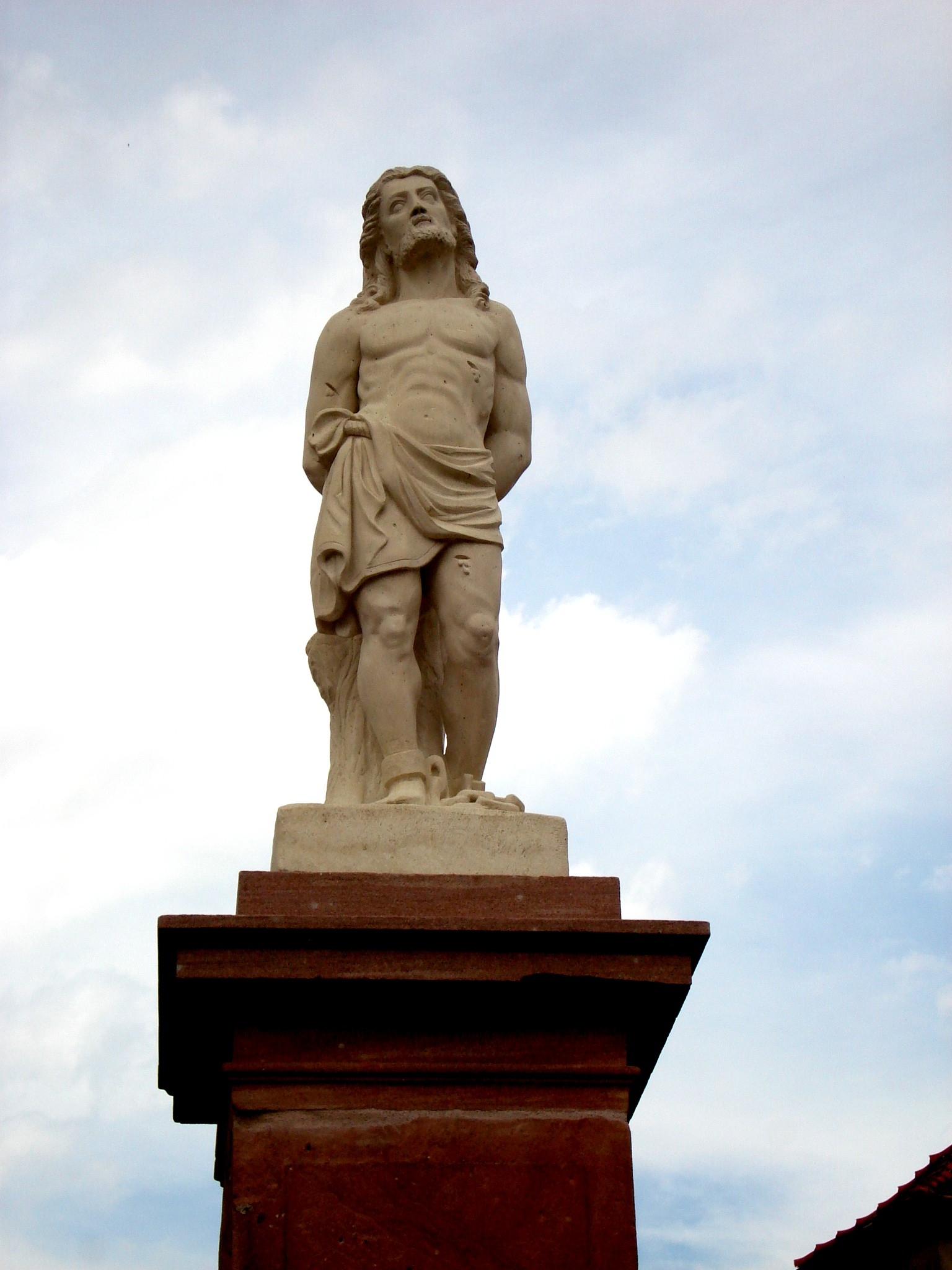
Фонтан
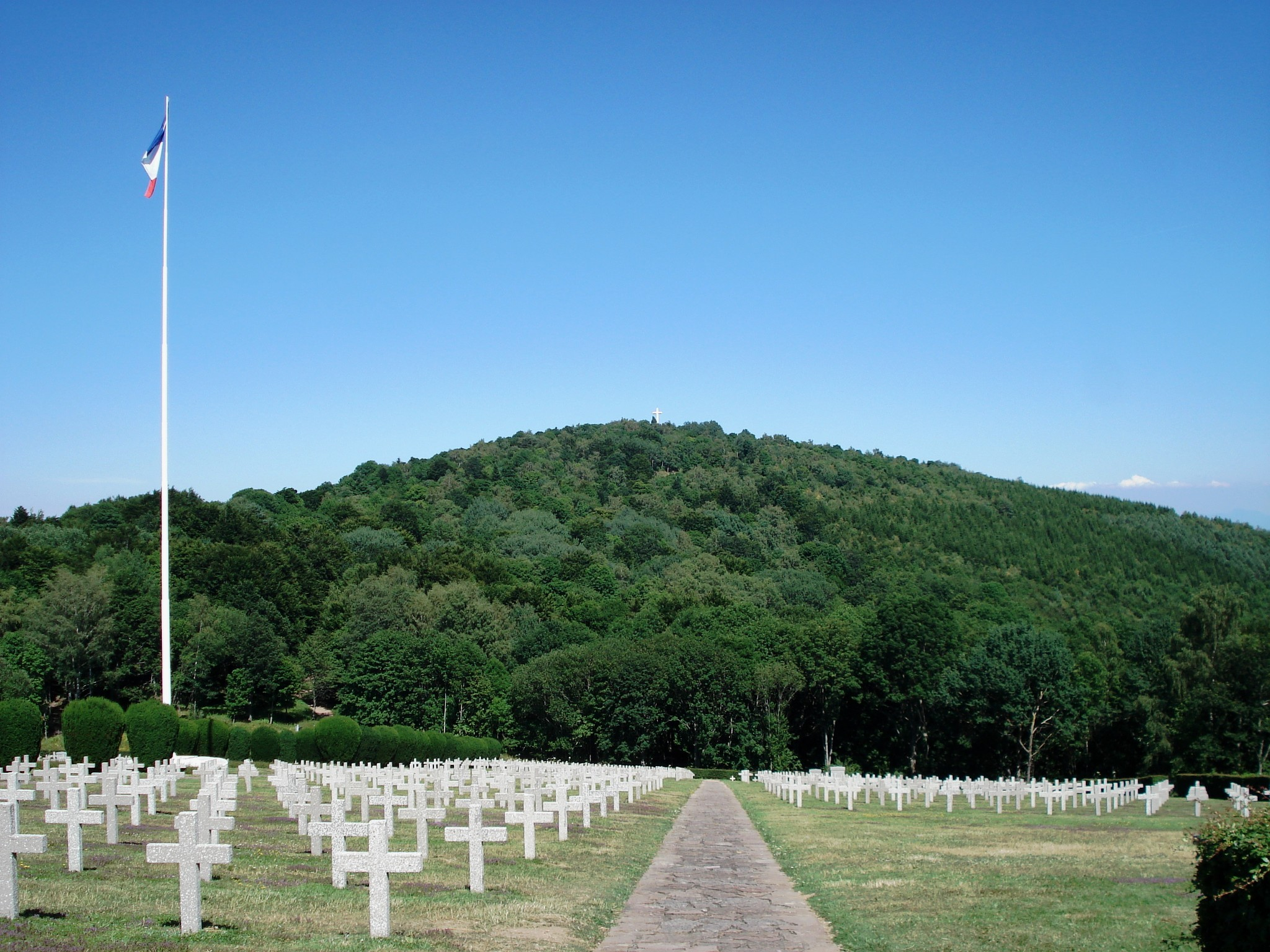
Воинское кладбище